# Municipio de Elsah
El municipio de Elsah (en inglés: Elsah Township) es un municipio ubicado en el condado de Jersey en el estado estadounidense de Illinois. En el año 2010 tenía una población de 2462 habitantes y una densidad poblacional de 35,98 personas por km².

## Geografía
El municipio de Elsah se encuentra ubicado en las coordenadas 38°59′0″N 90°19′15″O / 38.98333, -90.32083. Según la Oficina del Censo de los Estados Unidos, el municipio tiene una superficie total de 68.43 km², de la cual 61.61 km² corresponden a tierra firme y (9.96%) 6.81 km² es agua.

## Demografía
Según el censo de 2010, había 2462 personas residiendo en el municipio de Elsah. La densidad de población era de 35,98 hab./km². De los 2462 habitantes, el municipio de Elsah estaba compuesto por el 97.03% blancos, el 0.65% eran afroamericanos, el 0.16% eran amerindios, el 0.28% eran asiáticos, el 0.16% eran isleños del Pacífico, el 0.57% eran de otras razas y el 1.14% pertenecían a dos o más razas. Del total de la población el 1.18% eran hispanos o latinos de cualquier raza.